# Elstead
Elstead is een civil parish in het bestuurlijke gebied Waverley, in het Engelse graafschap Surrey met 2557 inwoners.